# اولوتینا
اولوتینا (به لاتین: Ulotina) یک منطقهٔ مسکونی در مونته‌نگرو است که در شهرداری آندریژویکا واقع شده‌است. اولوتینا ۲۲۵ نفر جمعیت دارد.